# Preston (district)

Church of St Walburge in Preston

Preston is een district met de officiële titel van city, in het noordwesten van Engeland. Het is het administratieve centrum van het shire-graafschap (non-metropolitan county of county) Lancashire en ligt aan de rivier de Ribble. In 2002, het vijftigste regeringsjaar van Elizabeth II, kreeg Preston als vijftigste stad van het Verenigd Koninkrijk de officiële stadsstatus.
Preston is onder andere beroemd vanwege haar voetbalclub Preston North End, een van de oudste van Engeland. Ook zijn er het nationale voetbalmuseum en de St. Walburgiskerk (de hoogste van Engeland).
Het zuidelijke deel van de stad is grotendeels verstedelijkt, het noordelijke deel is nog tamelijk landelijk.

## Civil parishesin district Preston
- Barton
- Broughton
- Goosnargh
- Grimsargh
- Haighton
- Ingol and Tanterton
- Lea
- Whittingham
- Woodplumpton

## Bevolking
Volgens de volkstelling van 2001 was de bevolkingssamenstelling als volgt:
- Kaukasisch - Ongeveer 85%
- Aziatisch (Brits) - Ongeveer 12%
- Negroïde (Caraïbisch) - Ongeveer 1%
- Chinees - Ongeveer 1%

## Sport
Preston North End FC is de betaaldvoetbalclub van Preston en speelt haar wedstrijden in het stadion Deepdale. De club werd in 1889 en 1890 kampioen van Engeland.

## UCLan
In Preston is de University of Central Lancashire gevestigd. Het is de zesde universiteit van het land.

## Partnersteden
| - Almelo, Nederland - Kalisz, Polen - Nîmes, Frankrijk - Recklinghausen, Duitsland |

## Bekende inwoners van Preston

### Geboren
- Richard Arkwright (1732-1792), uitvinder, industrieel uit de 18e eeuw
- Tom Finney (1922-2014), voetballer
- Ronnie Clayton (1934-2010), voetballer
- John Inman (1935-2007), acteur
- Mike Summerbee (1942), voetballer
- Keef Hartley (1944-2011), drummer (Bluesbreakers, Keef Hartley Band)
- Joseph Delaney (1945-2022), sciencefiction- en fantasyschrijver
- Nick Park (1958), animator
- Alan Kelly (1968), voetballer
- Kevin Kilbane (1977), voetballer
- Bhavna Limbachia (1984), actrice
- Stacey Kemp (1988), kunstschaatsster
- Holly Bradshaw (1991), polsstokhoogspringster
- Phil Jones (1992), voetballer
- Sam Johnstone (1993), voetballer
- Charlie Cresswell (2002), voetballer

## Trivia
In het Overijsselse Almelo bestaat er een All-in Family Resort met de naam Preston Palace. Bovendien loopt de Laan van Preston achter het resort langs. Zowel het resort als de straat zijn vernoemd naar Preston, aangezien het feit dat Preston en Almelo, partnersteden van elkaar zijn en in de buurt alle straten naar partnersteden en de regio´s waarin ze liggen, vernoemd zijn.